# ベロウン - プルゼニ - ヘブ線
ベロウン – プルゼニ – ヘブ線は、かつてダイヤ上170号線として案内されていた、チェコ国鉄の路線である。プラハ - ベロウン間の都市近郊区間は171号線の番号を与えられていた。全線が国内路線であった。
旧170号線についての情報は、個々の区間についての記事に記載する。
- プラハ - プルゼニ線 2020年ダイヤより170号線の一部となった。
- プルゼニ - ヘブ線 2020年ダイヤより178号線となった。